# Brechmorhoga tepeaca
Brechmorhoga tepeaca är en trollsländeart som beskrevs av Philip Powell Calvert 1908. Brechmorhoga tepeaca ingår i släktet Brechmorhoga och familjen segeltrollsländor. Inga underarter finns listade i Catalogue of Life.